# San Pietro Martire (Verona)

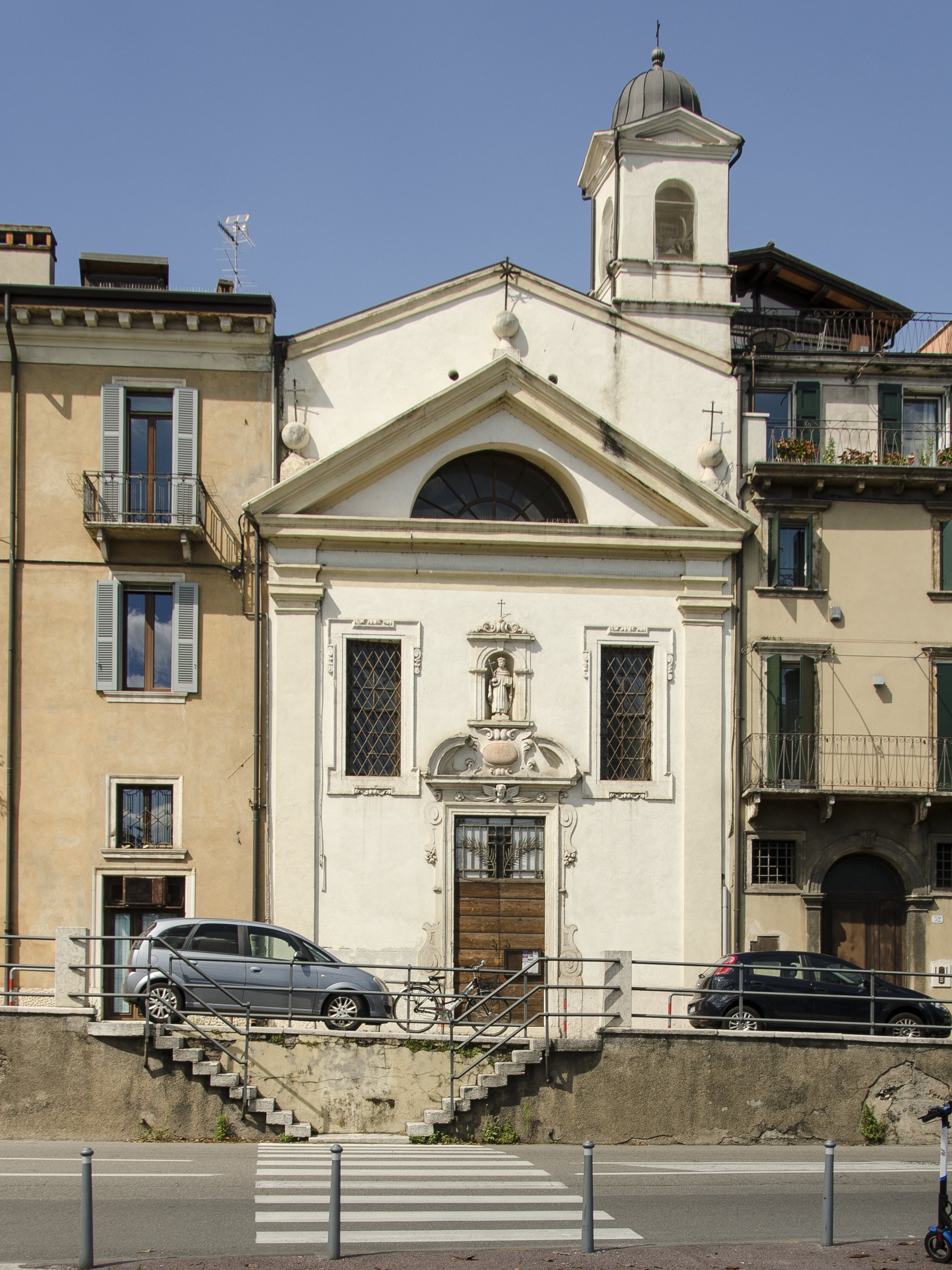
San Pietro Martire – Fassade mit Kirchenportal und Glockenturm

San Pietro Martire ist eine römisch-katholische Filialkirche in der oberitalienischen Stadt Verona in Venetien.

## Geschichte
Die Kirche San Pietro Martire ist dem heiligen Petrus von Verona geweiht und wurde an der Stelle errichtet, an der sich der Legende nach sein Geburtshaus befand. Letzteres wurde zu einem unbekannten Zeitpunkt von den Dominikanern, des an der Basilika Sant’Anastasia angeschlossenen Klosters erworben und abgerissen, um Platz für den Bau einer Kirche zu Ehren des Heiligen zu machen. Der Grundstein für die neue Kirche wurde 1656 gelegt.
Im 18. Jahrhundert wurden der Innenraum und die Fassade umgestaltet. Das barocke Eingangsportal blieb von diesen Arbeiten allerdings unberührt. Während der napoleonischen Epoche fiel San Pietro Martire 1809 der Säkularisation zum Opfer und wurde profaniert. Fortan wurde sie für andere Zwecke genutzt und 1827 zog die Glockengießerei Chiappani ein, die bis 1860 dort tätig war.
1861 konnte das Gebäude dank wohltätiger Spender renoviert werden und noch im gleichen Jahr wurde der Bau dem Bischof Luigi di Canossa übergeben und die Kirche neu geweiht. Zwischen 2006 und 2007 wurden der Innenraum und die Fassade renoviert.
San Pietro Martire ist eine von zwei Filialkirchen der Pfarrei Santo Stefano.

## Architektur
Die im Stadtteil Veronetta gelegene Kirche steht in unmittelbarer Nähe des Etschufers zwischen den Kirchen San Giorgio in Braida im Westen und Santo Stefano im Osten. Über dem barocken Eingangsportal steht in einer Nische die Statue des heiligen Petrus von Verona, die mit 1457 datiert ist. Darunter eine lateinische Inschrift, die daran erinnert, dass an dieser Stelle der Heilige geboren wurde und aufwuchs. Nach einigen Autoren war die Statue am ehemaligen Geburtshaus des Märtyrers angebracht. Die zwei Längsfenster daneben sowie das halbrunde Fenster im darüber liegenden klassizistischen Tympanon sorgen für die natürliche Beleuchtung des Langhauses. Ein weiteres Fenster der kleinen Kirche befindet sich an der Ostwand des Chors.
Die einschiffige Saalkirche ist nach den Umbauten im 18. Jahrhundert im klassizistischen Stil gehalten. Sie ist in Nord-Süd-Richtung ausgelegt, mit dem im Norden liegenden etwas überhöhten Chor. Letzterer ist vom Langhaus durch eine Marmor-Balustrade getrennt und über eine dreistufige Treppe erreichbar. Hinter dem Hauptaltar liegt die Sakristei, die über zwei seitliche mit Vorhängen abgedeckte Durchgänge zugänglich ist. Das Tonnengewölbe des Langhauses wird von einigen Gurtbögen untergliedert und ist sonst schmucklos gehalten. Ebenso nüchtern sind die beiden Seitenwände des Langhauses, an denen zwei von Pilastern eingerahmte Seitenaltäre aus mehrfarbigen Marmor stehen. Die Pilaster ähneln den beiden Halbpfeilern mit ihren ionischen Kapitellen, die den Chorbogen abschließen.

## Innenausstattung
Die in der Apsis hängende Pala zeigt den auf einer Wolke über der Stadt Verona sitzenden heiligen Petrus von Verona, der von mehreren Engeln umgeben ist. Der Engel in der Bildmitte hält die ikonografischen Heiligenattribute in der Hand, ein Messer und einen Palmzweig. Das Bild wird dem Veroneser Maler Andrea Voltolini zugeschrieben.
Von den beiden Seitenaltären im Langhaus besitzt nur noch der Seitenaltar an der Ostseite eine Pala. Letztere stammt von einem unbekannten Maler des 19. Jahrhunderts und zeigt eine thronende Madonna mit Kind und den beiden Heiligen Rosalia und Dominikus zu deren Füßen. Im Hintergrund ist die Kirche San Giorgio in Braida zu erkennen. Die ebenfalls aus dem 19. Jahrhundert stammende Pala des gegenüberliegenden Seitenaltars befindet sich in der Kirche Santo Stefano. In der Altarnische des westlichen Seitenaltars steht eine Holzfigur des heiligen Petrus von Verona, die von einem unbekannten Künstler im 16. Jahrhundert gefertigt wurde.